# Rogatchiovka (oblast de Voronej)
Rogatchiovka (en russe : Рогачёвка), est un village de l'oblast de Voronej en Russie. Se trouvant dans le raïon de Novaïa Ousman, il se situe dans le centre de l'oblast. Il fait partie de la municipalité rurale de Rogatchiovka, en étant le chef-lieu. Sa population s'élevait à 1820 habitants lors du recensement de 2010.

## Géographie
Le village est situé à 30 kilomètres au sud de la ville de Voronej, en Russie européenne, dans l'oblast de Voronej.

Le climat est continental tempéré. La quantité de précipitations varie de 500 à 650 mm par an. Rogatchiovka se trouve dans la steppe pontique, grande steppe du sud de la Russie.
|                                    | Droujelioubié |                 |
| 2-Go Otdeleniïa Sovkhoza Maslovski | Rogatchiovka  |                 |
|                                    | Kachirskoïe   | Svkh Lekrasprom |

## Histoire
Selon le gouverneur de l'oblast de Voronej, une bataille aurait lieu le 24 juin 2023 dans le village entre l'Armée de la Russie et le Groupe Wagner, alors que le groupe s'est rebellé dans la nuit du 23 au 24 juin.

## Démographie
Recensements (*) et estimations de la population:
| 2002* | 2010* | - | - | - |
| ----- | ----- | - | - | - |
| 1 844 | 1 820 | - | - | - |

## Transports
Le village se trouve sur le parcours de la route fédérale M4, reliant Moscou au nord à la mer Noire au sud, ainsi qu'à l'extrémité occidentale de la route R298, reliant donc la M4 à Saratov.